# Acalolepta basicornis
Acalolepta basicornis là một loài bọ cánh cứng trong họ Cerambycidae.